# Fédération japonaise de shogi
La Fédération japonaise de shogi (japonais : 日本将棋連盟 (Nihon Shōgi Renmei), NSR, anglais : Japan Shogi Association, JCA) est l'organisme national chargé de gérer et de promouvoir la pratique du shogi au Japon.
Ses bureaux sont situés à Tokyo.

## Création
L'ancêtre de la fédération japonaise de shogi a été créée sous le nom de ligue de shogi de Tokyo, le 8 septembre 1924 par les joueurs de Tokyo. Les joueurs du Kansai l'ont rejointe en 1927, pour fonder la fédération japonaise de shogi.
Après une scission, en 1935-1936, la fédération est recrée en 1937 sous un autre nom, avant de retrouver son nom initial en 1947. La date officielle de fondation utilisée par la fédération est 1924, la date de création de l'association des joueurs de Tokyo.

## Présidence

### Présidents de 1947 à 2017
Le quatorzième président, Yonenaga, est mort en décembre 2012, au cours de l'exercice de son mandat. Le quinzième président Tanigawa démissionna en janvier 2017 après la controverse du tournoi Ryu-o de 2016.
| No. | Nom                | Début         | Fin           |
| --- | ------------------ | ------------- | ------------- |
| 1   | Yoshio Kimura      | Décembre 1947 | Mars 1948     |
| 2   | Tōichi Watanabe    | Mars 1948     | Mars 1953     |
| 3   | Nobuhiko Sakaguchi | Mars 1953     | Mars 1955     |
| 4   | Kiyoshi Hagiwara   | Mars 1955     | Mars 1957     |
| 5   | Jirō Katō          | Mars 1957     | Mai 1961      |
| 6   | Yasuo Harada       | Mai 1961      | Mai 1967      |
| 7   | Nobuhiko Sakaguchi | Mai 1967      | Mai 1969      |
| 8   | Yūzō Maruta        | Mai 1969      | Mai 1973      |
| 9   | Jirō Katō          | Mai 1973      | Juillet 1974  |
| 10  | Masao Tsukada      | Juillet 1974  | Décembre 1976 |
| 11  | Yasuharu Ōyama     | Décembre 1976 | Mai 1989      |
| 12  | Tatsuya Futakami   | Mai 1989      | Mai 2003      |
| 13  | Makoto Nakahara    | Mai 2003      | Mai 2005      |
| 14  | Kunio Yonenaga*    | Mai 2005      | Décembre 2012 |
| 15  | Kōji Tanigawa      | Décembre 2012 | Février 2017  |

### Depuis 2017
De 2017 à 2023, le président de la fédération est Yasumitsu Satō, joueur professionnel de shogi depuis 1987 avec 13 titres majeurs. Il a été désigné en février 2017 après la démission de Koji Tanigawa. Son mandat a été renouvelé en juin 2021 pour deux ans.
En juin 2023, Yoshiharu Habu est élu président de la Fédération japonaise.
En juin 2025, la joueuse de shogi Ichiyo Shimizu est désignée présidente de la fédération.